# Stenus incrassatus
Stenus incrassatus är en skalbaggsart som beskrevs av Wilhelm Ferdinand Erichson 1839. Stenus incrassatus ingår i släktet Stenus, och familjen kortvingar. Arten är reproducerande i Sverige.